# Pheidole lignicola
Pheidole lignicola är en myrart som beskrevs av Mayr 1887. Pheidole lignicola ingår i släktet Pheidole och familjen myror.

## Underarter
Arten delas in i följande underarter:
- P. l. bruchella
- P. l. levocciput
- P. l. lignicola
- P. l. victima

## Bildgalleri

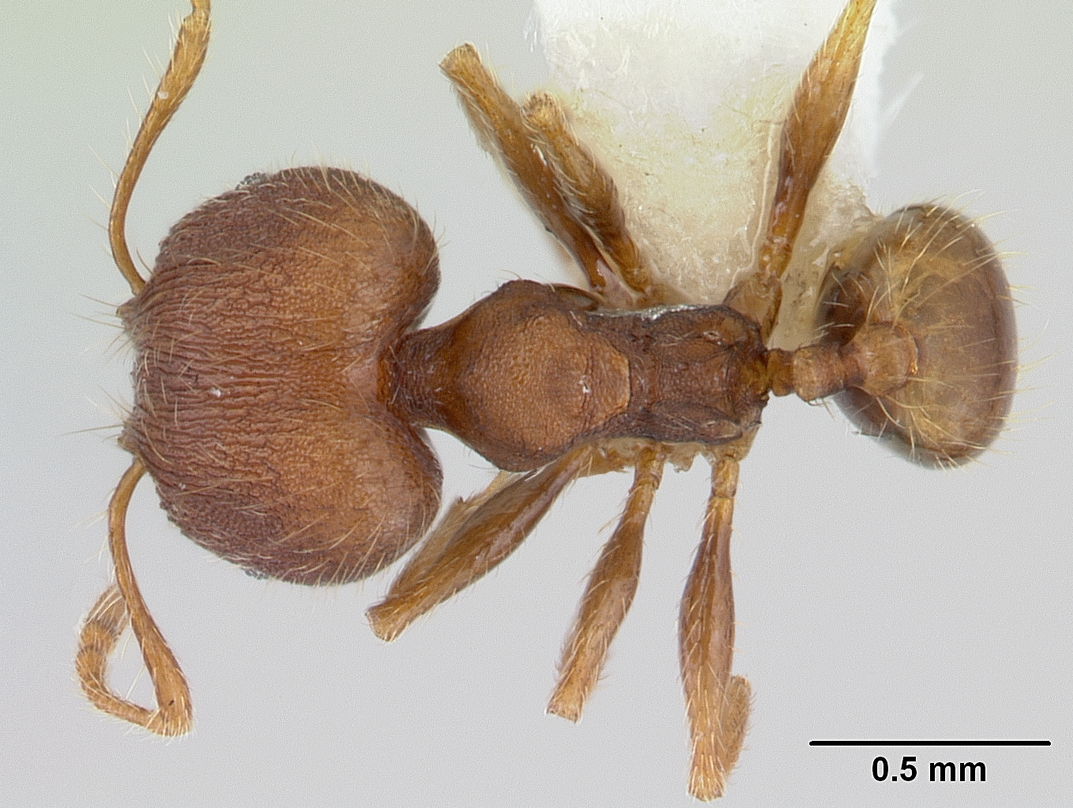
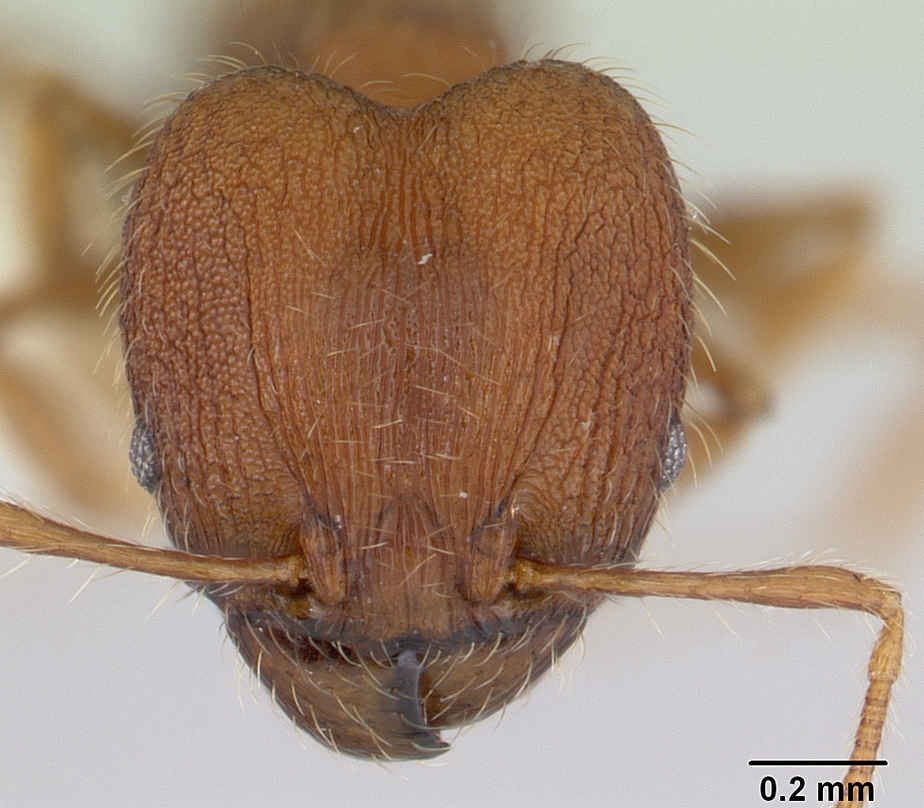
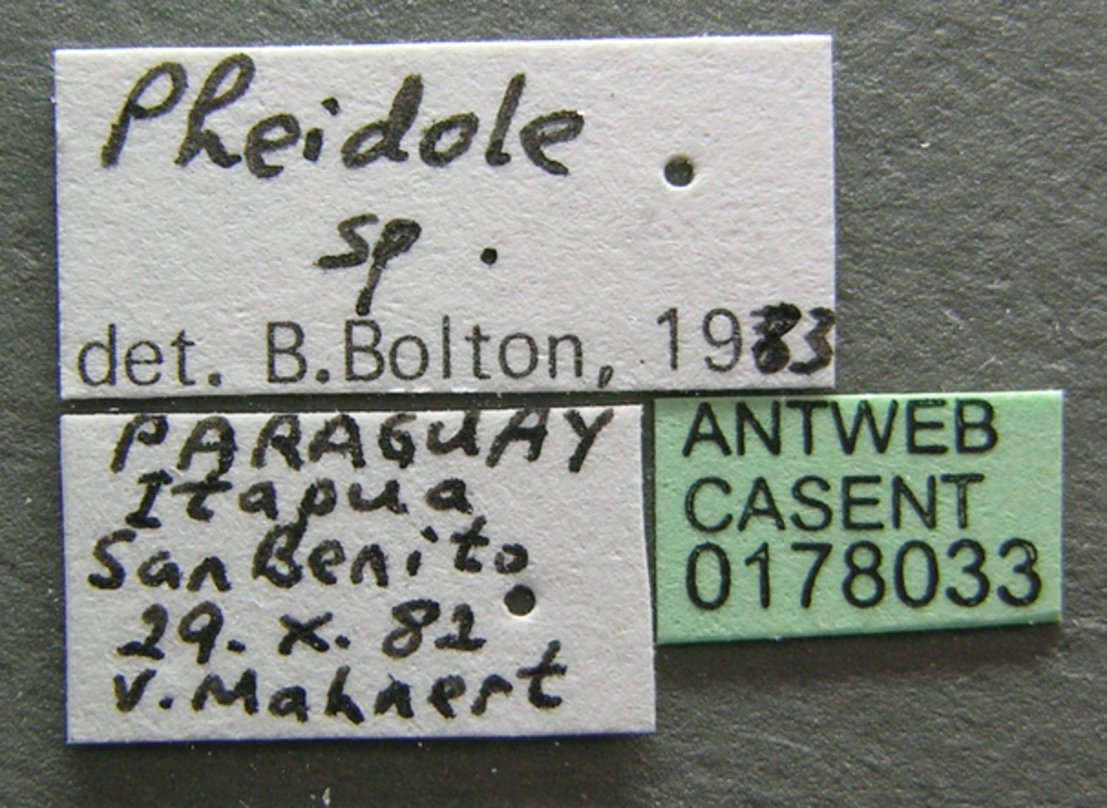
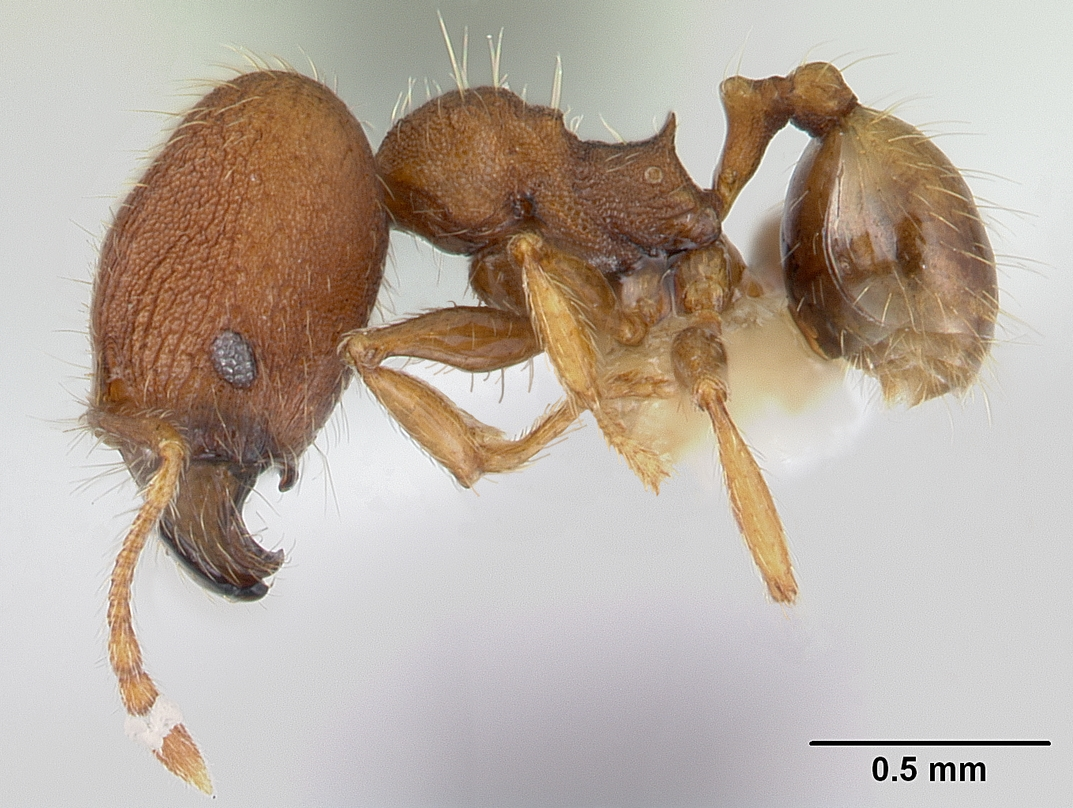
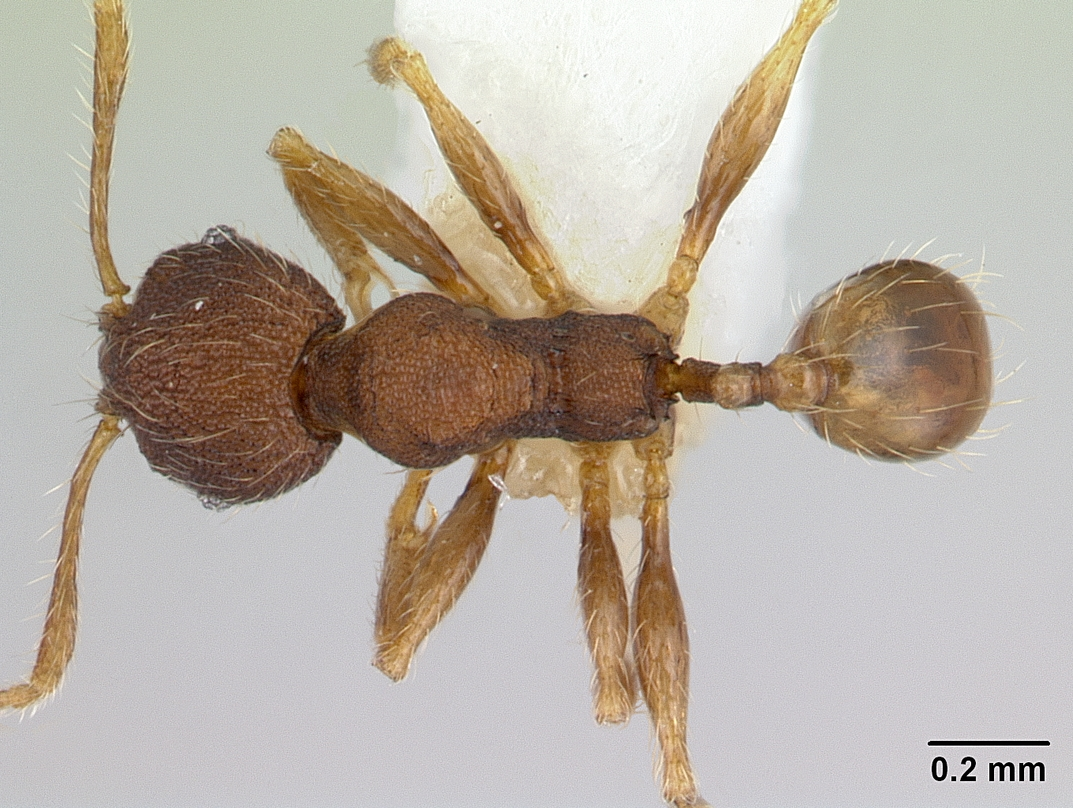
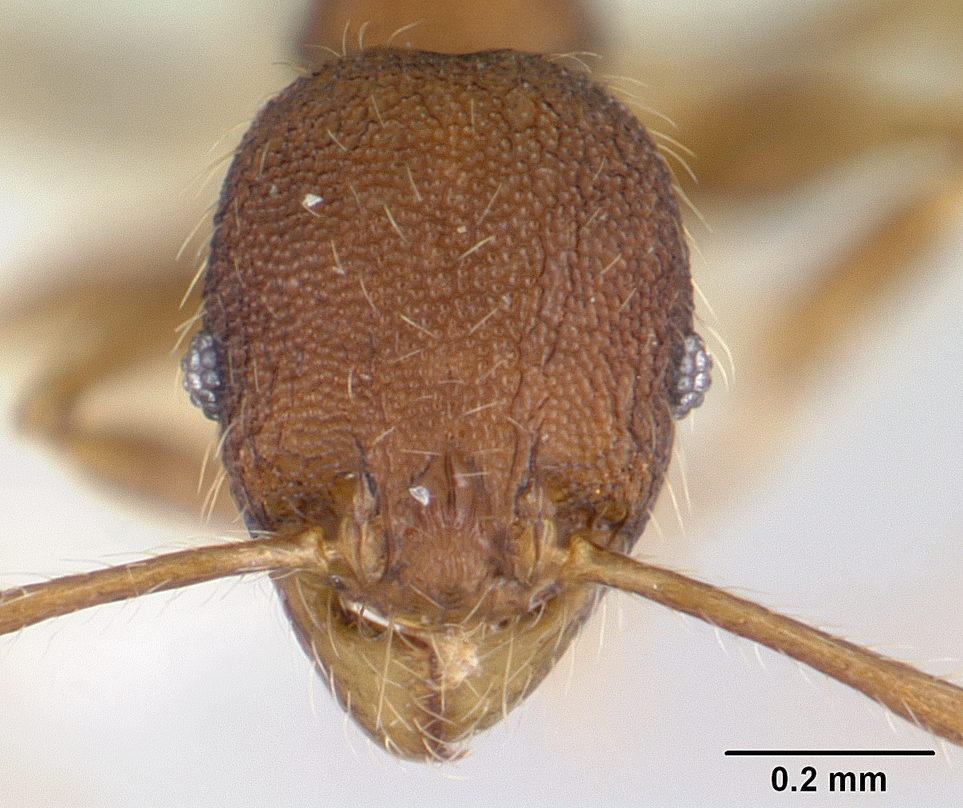